# Kadamari Tambari
Kadamari Tambari (auch: Kadamani Tambari) ist ein Dorf im Arrondissement Zinder IV der Stadt Zinder in Niger.

## Geographie
Das von einem traditionellen Ortsvorsteher (chef traditionnel) geleitete Dorf befindet sich nordwestlich des Stadtzentrums im ländlichen Gemeindegebiet von Zinder, der Hauptstadt der gleichnamigen Region Zinder. Ein Nachbardorf von Kadamari Tambari ist Kadamari Gojé im Nordwesten.
Die Böden um das Dorf sind von einer wenig hohen Sandschicht bedeckt. Wie im gesamten Gemeindegebiet von Zinder herrscht das Klima der Sahelzone vor, mit einer durchschnittlichen jährlichen Niederschlagsmenge zwischen 300 und 400 mm.

## Bevölkerung
Bei der Volkszählung 2012 hatte Kadamari Tambari 720 Einwohner, die in 111 Haushalten lebten. Bei der Volkszählung 2001 betrug die Einwohnerzahl 342 in 58 Haushalten und bei der Volkszählung 1988 belief sich die Einwohnerzahl auf 832 in 148 Haushalten.

## Wirtschaft und Infrastruktur
Es gibt mehrere Schulen im Dorf. Die verstärkte Ankunft von Zuwanderern aus dem Stadtzentrum in den 2010er Jahren brachte die Einführung neuer Erwerbszweige mit sich. Dies umfasste insbesondere Tätigkeiten im Baugewerbe, etwa als Maurer, Maler oder Transporteur.